# فولكس غرينادير

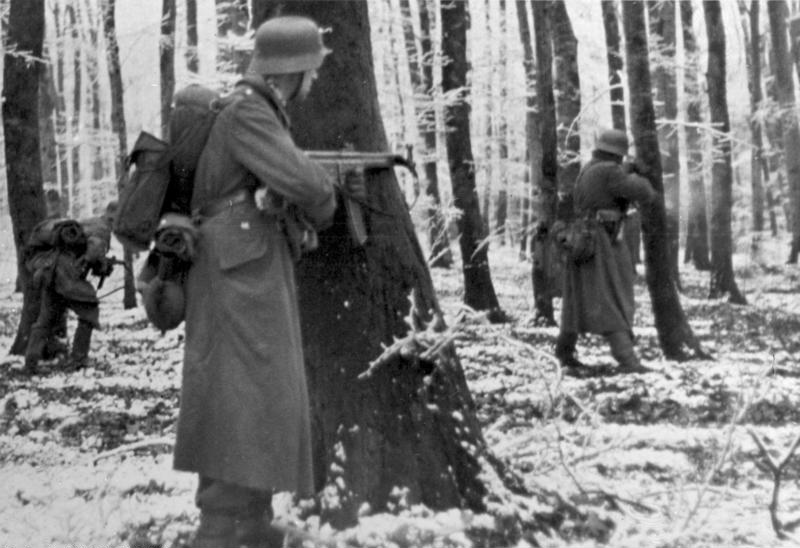
فولكس غرينادير، مجهزة ببندقية هجومية، القتال في آردين.

فولكس غرينادير هو الاسم الذي يطلق على نوع من فرق الجيش الألماني التي تشكلت في خريف عام 1944 بعد الخسارة المزدوجة لمجموعة الجيوش الوسطى على يد السوفيات في عملية باغراتيون وجيش بانزر الخامس للحلفاء في نورماندي. كان الهدف من الاسم نفسه هو بناء الروح المعنوية، وجذابة القوميين (فولك) والتقاليد العسكرية الأقدم في ألمانيا (غرينادي). شكلت ألمانيا 78 منها خلال الحرب. كانت هذه الفرق تشكيلات عسكرية محترفة بأسلحة ومعدات فعالة، على عكس ميليشيات فولكسشتورم.

## التاريخ والتنظيم
تتطلب حالات الطوارئ الاستراتيجية ونقص القوى العاملة المصاحبة الناجمة عن الخسائر في منتصف عام 1944 إنشاء فرق مشاة التي وفّرت على الأفراد وأكدت على القوة الدفاعية على القوة الهجومية. لقد استوفت فرق فولكس غرينادير هذه الحاجة باستخدام ستة كتائب مشاة فقط بدلاً من تسع كتائب عادية لتقسيمات المشاة - وهي بالفعل حقيقة مشتركة للعديد من الفرق الحالية. كان لدى الوحدات أيضًا نسبة أعلى من المدافع الرشاشة والأسلحة الآلية الخفيفة، وبالتالي اعتمدت بشكل أكبر على القوة النارية قصيرة المدى مقارنة بوحدات المشاة التابعة للجيش الألماني القياسي. أسلحة أوتوماتيكية مثل بندقية هجومية 44 (StG44) جديدة والأسلحة المضادة للدبابات مثل بانزر فاوست كانت تستخدم أيضا من قبل هذه الوحدات.
تم تنظيمهم حول كوادر صغيرة من الجنود القدامى المحاربين، ضباط الصف والضباط، ثم امتلأوا بأي شيء يمكن أن يوفره الجيش البديل: أفراد «عاطلون عن العمل» من تقليص كريغسمارينه ولوفتفافه.

## معركة
شاركت فرق فولكس غرينادير في معركة الثغرة والدفاع عن خط سيغفريد في معركة غابة هورتغن والجبهة الشرقية، وفي المعارك الأخيرة في ألمانيا. جهزت بعض الفرق نفسها بشكل جيد للغاية وحاربت بعناد بينما اندفع آخرون إلى المعركة مع الحد الأدنى من التدريب وبالتالي أدوا أداءً سيئًا للغاية. غالبًا ما أظهرت العديد من فرق فولكس غرينادير، ولا سيما تلك المكونة من أفراد الفيرماخت «العاطلين عن العمل»، والأفراد الذين تم اختيارهم من كريغسمارينه ولوفتفافه، حافزًا وروح معنوية عالية مما أدى إلى تماسك جيد وفعالية عسكرية ضد قوات الحلفاء في الأشهر الثمانية الماضية أو نحو ذلك (حول أكتوبر 1944 وحتى مايو 1945) للحرب في أوروبا.